# Elizalde Tigre
Elizalde Tigre va ser un motor d'aviació construït per l'empresa Elizalde, per equipar avions que es construïen a Espanya.

## Història
El projecte es va iniciar el 1941 per un equip d'enginyers comandats per Huarte Mendicoa, Mendialdea, Alcalá i Mir i el primer prototip ja estava enllestit en un any. Fou sotmès a multitud de proves, a l'Institut Nacional de Tècnica Aeroespacial d'Espanya i aconseguí el certificat d'homologació el 1943. Fou el primer motor d'aviació espanyol en aconseguir-lo.
Hi havia dues versions, el G-IVA de 125 CV, i el G-IVB de 150 CV, i la diferència de "cavallatge" es devia sobretot a les diferents relacions de compressió: en el primer era de 6:1 i de 6,5:1 en el segon. Van entrar en producció en sèrie el 1947 i durant el període comprès entre 1941 i 1950, es van construir uns 125 motors de cada, destinats sobretot als avions CASA Bücker Bü 133 "Jungmeister", la versió A, i la B, pel AISA I-115, tots dos avions d'escola.
A pesar d'això, hi havia el projecte d'altres models de Tigre com el Tigre G-VI de 6 cilindres en línia, el Tigre G-VIII de 8 cilindres en V i fins al Tigre XII un 12 cilindres en V, amb versions sobrealimentades, i un projecte Atlante, però cap va veure la llum.
Més endavant, a partir del 1951, quan Elizalde va ser absorbida per l'INI, va continuar fabricant-se amb el nom ENMASA, amb la denominació oficial 4.L-00-150, i s'arribaren a produir 475 motors.

## Motors existents
- A l'aeroport de Sabadell, hi ha tres avionetes Büker equipades amb motor un Tigre, pertanyents a la Fundació Privada Parc Aeronàutic de Catalunya.
- Al Museu de Cuatro Vientos de Madrid es pot veure un motor Tigre exposat.